# Öldzít járás (Észak-Hangáj)
Öldzít járás (mongol nyelven: Өлзийт сум) Mongólia Észak-Hangáj tartományának egyik járása. Területe 1700 km². Népessége kb. 3102 fő.
Székhelye Hösőt (Хөшөөт), mely 140 km-re fekszik Cecerleg tartományi székhelytől.